# Исю (Франция)
Исю́ (фр. Issus, окс. Aissús) — коммуна во Франции, находится в регионе Юг — Пиренеи. Департамент — Верхняя Гаронна. Входит в состав кантона Монжискар. Округ коммуны — Тулуза.
Код INSEE коммуны — 31240.

## География

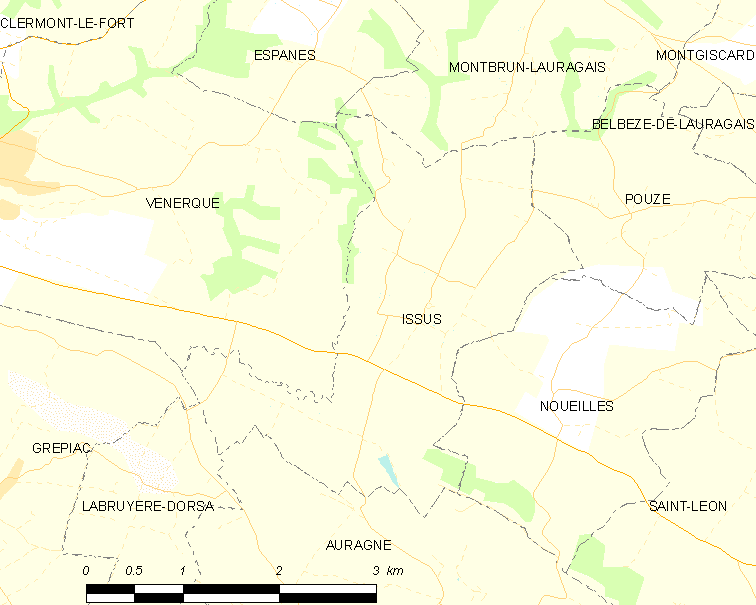
Карта коммуны

Коммуна расположена приблизительно в 610 км к югу от Парижа, в 21 км к югу от Тулузы.

## Климат
Климат умеренно-океанический. Зима мягкая и снежная, весна характеризуется сильными дождями и грозами, лето сухое и жаркое, осень солнечная. Преобладают сильные юго-восточные и северо-западные ветры.

## Население
Население коммуны на 2010 год составляло 444 человека.
| 1962 | 1968 | 1975 | 1982 | 1990 | 1999 | 2010 |
| ---- | ---- | ---- | ---- | ---- | ---- | ---- |
| 218  | 198  | 172  | 211  | 247  | 291  | 444  |

## Администрация
| Период | Период | Фамилия    | Партия                  | Примечания |
| ------ | ------ | ---------- | ----------------------- | ---------- |
| 2001   | 2008   | Огюст Барт |                         |            |
| 2008   | 2020   | Брюно Кобе | Социалистическая партия |            |

## Экономика
В 2010 году среди 288 человек трудоспособного возраста (15—64 лет) 233 были экономически активными, 55 — неактивными (показатель активности — 80,9 %, в 1999 году было 75,8 %). Из 233 активных жителей работали 221 человек (116 мужчин и 105 женщин), безработных было 12 (4 мужчины и 8 женщин). Среди 55 неактивных 26 человек были учениками или студентами, 19 — пенсионерами, 10 были неактивными по другим причинам.

## Достопримечательности
- Церковь Св. Сатурнина